# Nikolaï Dobrovolski
Pour les articles homonymes, voir Dobrovolski.
Nikolaï Alexandrovitch Dobrovolski (en russe : Николай Александрович Добровольский), né le 10 mars 1854 et mort le 21 octobre 1918, est un homme politique russe. Il fut ministre de la Justice du 20 décembre 1916 au 28 février 1917. Il fut le dernier ministre de la Justice de la Russie impériale.

## Biographie
En 1876, il fait ses études à la faculté de droit de l'Université impériale de Saint-Pétersbourg et entre au régiment des chevaliers-gardes. À partir de 1879, il fait carrière dans la justice, enquêteur, procureur-adjoint... à Jitomir, Kiev avant de revenir à Saint-Pétersbourg. Procureur en 1891, il devient ensuite vice-gouverneur, en 1897, puis gouverneur en 1899 de la province de Grodno.
Il est procureur en chef du Sénat en 1900 puis en 1916, ministre de la Justice.
Il est arrêté le 3 mars 1917, et interné à la Forteresse Pierre-et-Paul; mais aucune charge n'est retenue contre lui et, en août, il a le droit de s'exiler dans le Caucase. Il y est arrêté à Kislovodsk par les bolchéviques comme otage et fusillé en octobre 1918 à Piatigorsk.